# Cá bơn châu Âu
Cá bơn Châu Âu hay Cá lưỡi trâu Châu Âu, cá thờn bơn châu Âu(danh pháp hai phần: Platichthys flesus) là một loài cá bẹt sinh sống ở vùng biển châu Âu ven biển từ Biển Trắng ở Bắc đến Địa Trung Hải và Biển Đen ở miền Nam. Loài cá này đã được nhập nội vào Hoa Kỳ và vào Canada vô tình thông qua vận chuyển trong nước dằn tàu. Đây là một loài cá thực phẩm nổi tiếng.
Cá bơn châu Âu cá bơn có hình bầu dục và thường là mắt phải. Nó thường phát triển chiều đến chiều dài 25–30 cm, mặc dù chiều dài lên đến 50 cm đã được ghi nhận.
Bề mặt phía trên thường có màu nâu tối với vệt màu nâu đỏ và dưới có màu trắng. Loại cá này có thể thay đổi màu sắc để phù hợp với phông nền quanh nó, cung cấp một cách ngụy trang hiệu quả.
Loài cá này thường được tìm thấy trên đáy biển bùn từ bờ thấp tới độ sâu vượt quá 50 m. Nó ăn động vật không xương sống, đặc biệt là động vật giáp xác, giun và các động vật thân mềm. Cá bơn châu Âu cũng có thể được tìm thấy ở các cửa sông.

## Hình ảnh

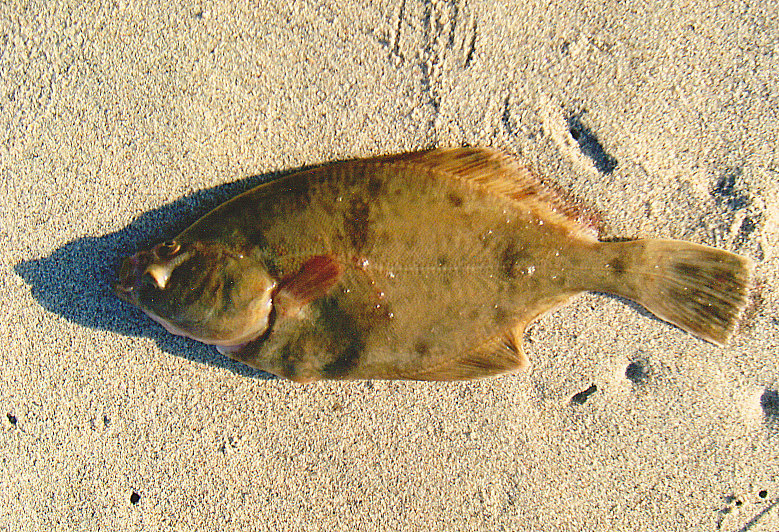
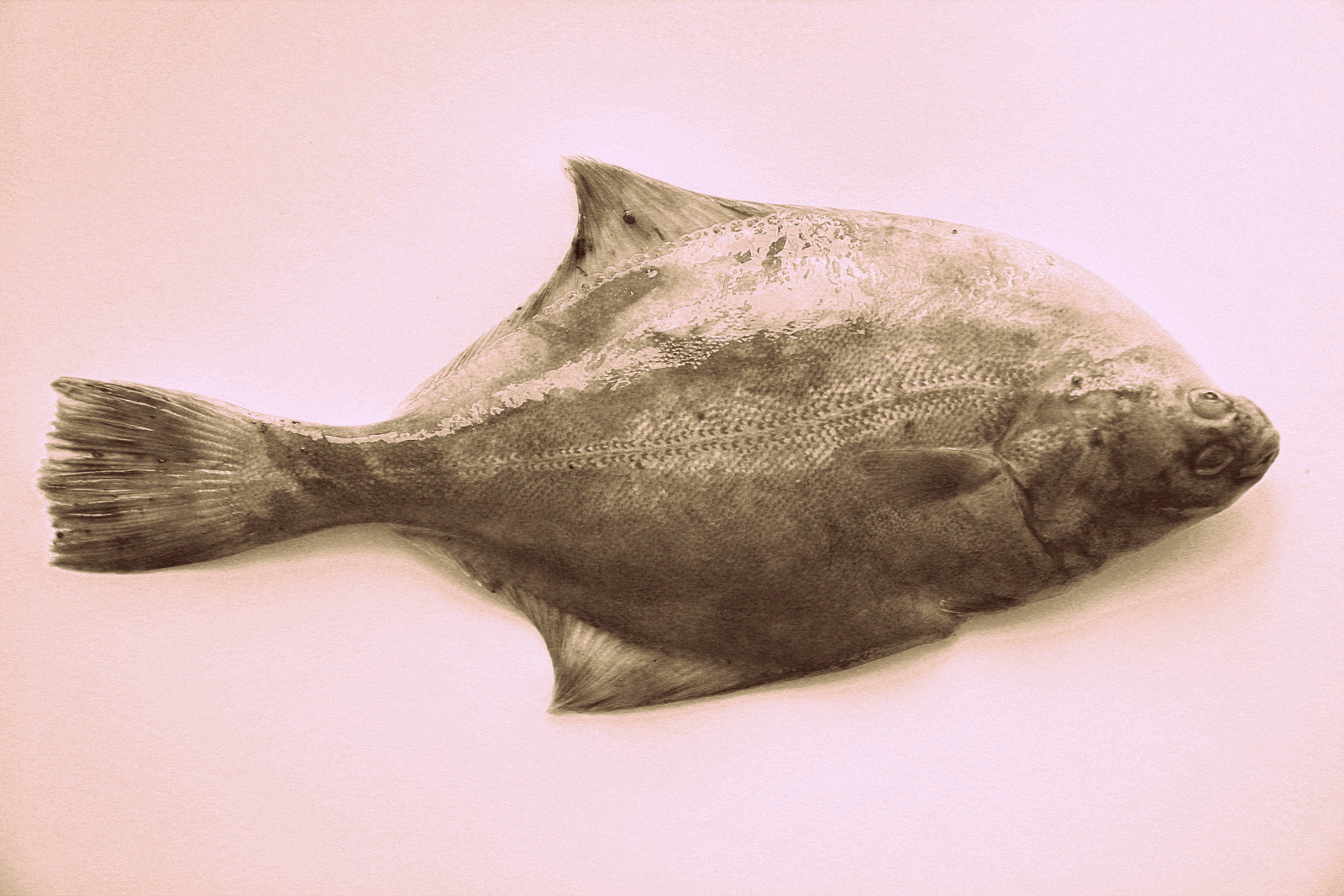
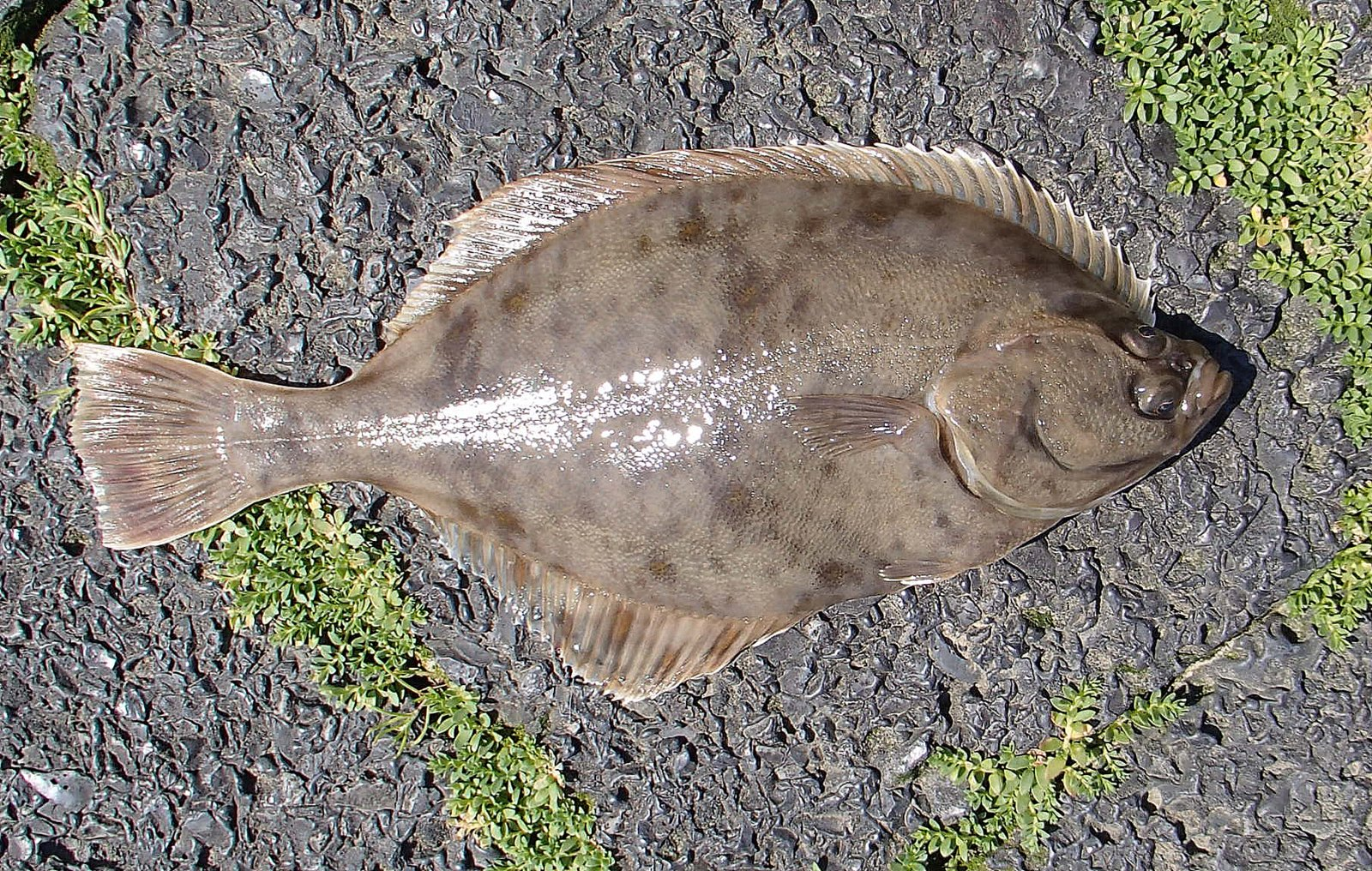